# Soy Luna (banda sonora)
Soy Luna es la primera banda sonora de la serie homónima, lanzado el 26 de febrero de 2016 por Walt Disney Records.
El álbum incluye canciones de la primera temporada de la serie, el tema principal, "Alas" interpretada por la protagonista Karol Sevilla, junto a otros éxitos como "Valiente", "Prófugos", "Corazón", entre otras.
En Italia y Alemania el álbum fue lanzado con canciones extras en diferentes idiomas.

## Lista de canciones
| Edición estándar | |                                                              |          |  |
| N.º              | Título | Escritor(es)                                                 | Duración |  |
| 1.               | «Alas» (Karol Sevilla Ruggero Michael Ronda Valentina Zenere Ana Jara Martínez Jorge López)                                          | Eduardo Emilio Frigerio Federico San Millán Florencia Ciarlo | 3:18     |  |
| 2.               | «Valiente» (Michael Ronda) | Federico Vilas Mauro Franceschini Jesús Martín Losa          | 3:10     |  |
| 3.               | «Eres» (Karol Sevilla & Michael Ronda)                                                                                               | Sebastián Mellino Pablo Correa Alejandro Vergara             | 2:29     |  |
| 4.               | «Prófugos» (Valentina Zenere & Ruggero Pasquarelli Karol Sevilla Michael Ronda Sol Moreno Candelaria Molfese Agustín Bernarcosni)    | Gustavo Cerati Alberto Ficicchia                             | 3:59     |  |
| 5.               | «Un destino» (Michael Ronda, Lionel Ferro & Gastón Vietto Ruggero Thelma faldín Sol Moreno)                                          | Frigerio Millán Ciarlo                                       | 4:01     |  |
| 6.               | «Sobre ruedas» (Karol Sevilla Valentina Zenere Carolina Kopelioff Katja Martínez Ana Jara Martínez Chiara Parravicini Malena Ratner) | Vilas Franceschini                                           | 2:24     |  |
| 7.               | «Corazón» (Malena Ratner & Agustín Bernasconi Germán Tripel Carolina Kopelioff)                                                      | Jorge Serrano                                                | 3:10     |  |
| 8.               | «Mírame a mí» (Valentina Zenere Ruggero)                                                                                             | Mellino Correa Vergara                                       | 2:25     |  |
| 9.               | «I'd Be Crazy» (Ruggero Michael Ronda Agustín Bernasconi Jorge López Lionel Ferro Gastón Vietto SVillalobos Jesús Martin)            | Jordan Mohilowski Dan Ostebo                                 | 3:48     |  |
| 10.              | «Siento» (Ruggero Pasquarelli Jesús Martín)                                                                                          | Vilas Franceschini Ruggero Jesús Martín                      | 4:08     |  |
| 11.              | «Invisibles» (Michael Ronda, Lionel Ferro & Gastón Vietto Ruggero Pasquarelli)                                                       | Frigerio Millán                                              | 3:05     |  |
| 12.              | «Camino» (Agustín Bernasconi Jorge López Chiara Parravicini Ana Jara Martínez Malena Ratner)                                         | Mellino Correa Vergara                                       | 2:49     |  |

| Edición italiana |                                                   |                        |          |  |
| N.º              | Título                                            | Escritor(es)           | Duración |  |
| 13.              | «Tutto è possibile» (Karol Sevilla Jesús Martín)  | Frigerio Millán Ciarlo | 3:19     |  |
| 14.              | «Non arrenderti mai» (Michael Ronda Jesús Martín) | Vilas Franceschini     | 3:10     |  |

| Edición holandesa |                                                               |              |          |  |
| N.º               | Título                                                        | Escritor(es) | Duración |  |
| 13.               | «Niet te stoppen» (Ridder van Kooten & Shalissa van der Laan) |              | 3:19     |  |

| Edición sueca |                                                      |              |          |  |
| N.º           | Título                                               | Escritor(es) | Duración |  |
| 13.           | «Vinger (Versión en noruego de "Alas")» (SERVED)     |              | 3:19     |  |
| 14.           | «Vingar (Versión en sueco de "Alas")» (Main Four)    |              | 3:19     |  |
| 15.           | «Vinger (Versión en danés de "Alas")» (Julie Bjerre) |              | 3:19     |  |

## Posicionamiento en listas
| Listas (2016)                   | Mejor posición |
| ------------------------------- | -------------- |
| Argentina (CAPIF)               | 1              |
| Francia (SNEP)                  | 6              |
| Alemania (Media Control Charts) | 20             |
| Italia (FIMI)                   | 20             |
| Polonia (ZPAV)                  | 47             |
| Portugal (AFP)                  | 3              |
| España (PROMUSICAE)             | 1              |